# Capacidade de difusão
A capacidade de difusão do pulmão (DL) quantifica a transferência de gases do ar no interior dos pulmões para os glóbulos vermelhos nos vasos sanguíneos. É um entre uma série de exames para determinar a capacidade do pulmão em transportar gases de e para o sangue. A medida de DLé reduzida em determinadas doenças do pulmão e do coração.